# 名古屋園芸
名古屋園芸株式会社（なごやえんげい）は、愛知県名古屋市中区東桜二丁目に本社を置く園芸植物販売業。

## 概要
1957年（昭和32年）6月に小笠原左衛門尉亮軒（おがさわら・さえもんのじょうりょうけん）
により創業され、1965年（昭和40年）8月30日に会社化された。本社所在地に園芸植物の小売店舗を営業している。また、独自にオンラインショップを展開している。
NHKテレビ趣味の園芸では、最初の放送から現在も出演され、NHKの放送では一番長く出演されている。
非公開の雑花園文庫には、親子で収集された江戸時代を中心とした園芸の資料がある。最高の知識から語られる江戸の園芸は奥深い。

## 交通
- 名古屋市営地下鉄東山線 新栄町駅 1番出口下車[4]